# Suaasat

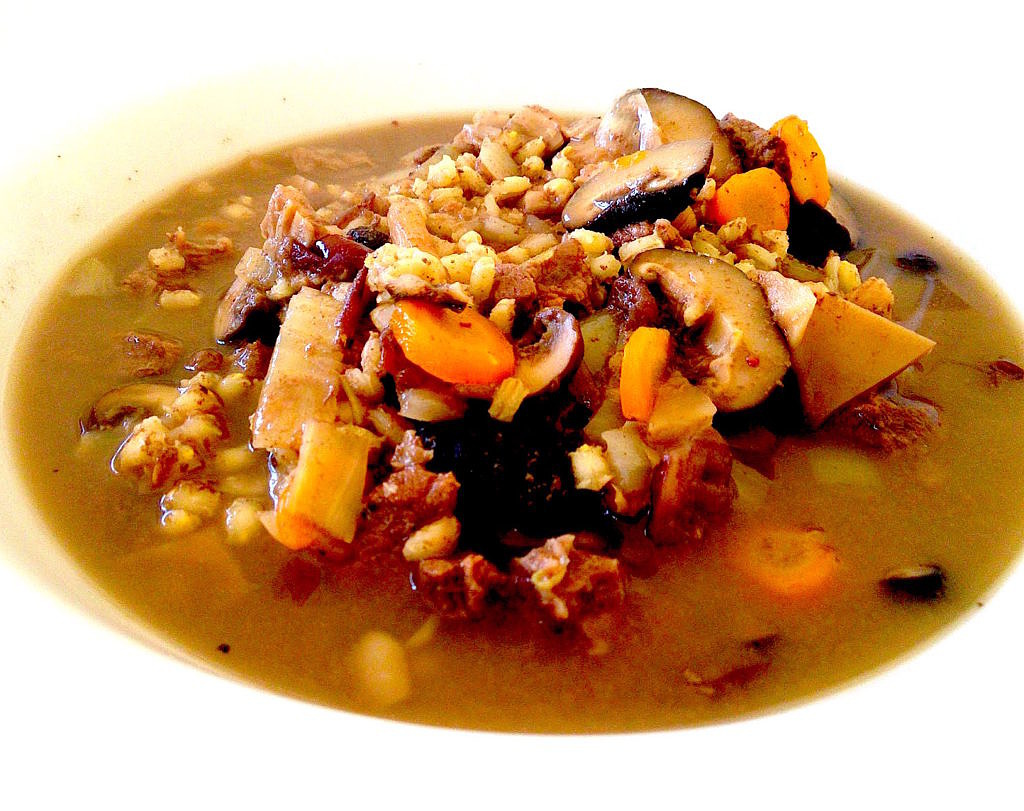
Talerz z zupą suaasat

Suaasat – tradycyjna grenlandzka zupa i narodowe danie tego regionu. Zazwyczaj przygotowywana z mięsa płetwonogich, wielorybów, reniferów lub ptaków morskich.
Najczęściej mięso gotuje się w posolonej wodzie z dodatkiem cebuli i liści laurowych oraz ryżem, używanym do zagęszczenia zupy, a także ziemniakami. Opcjonalnie dodaje się też marchew.
Innym sposobem zagęszczenia potrawy jest uprzednie namoczenie jęczmienia w wodzie, w wyniku czego skrobia ulega wypłukaniu.